# マルセル・ダッソー

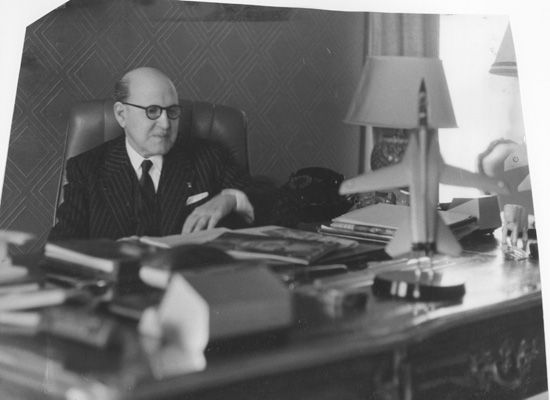
執務中のダッソー

マルセル・ダッソー（Marcel Dassault 、1892年1月22日 - 1986年4月17日）はフランスの航空機製造者で、グループ・ダッソー (Groupe Industriel Marcel Dassault (GIMD)）複合企業体の創始者。出生時の名前はマルセル・ブロック (Marcel Bloch)。

## 略歴

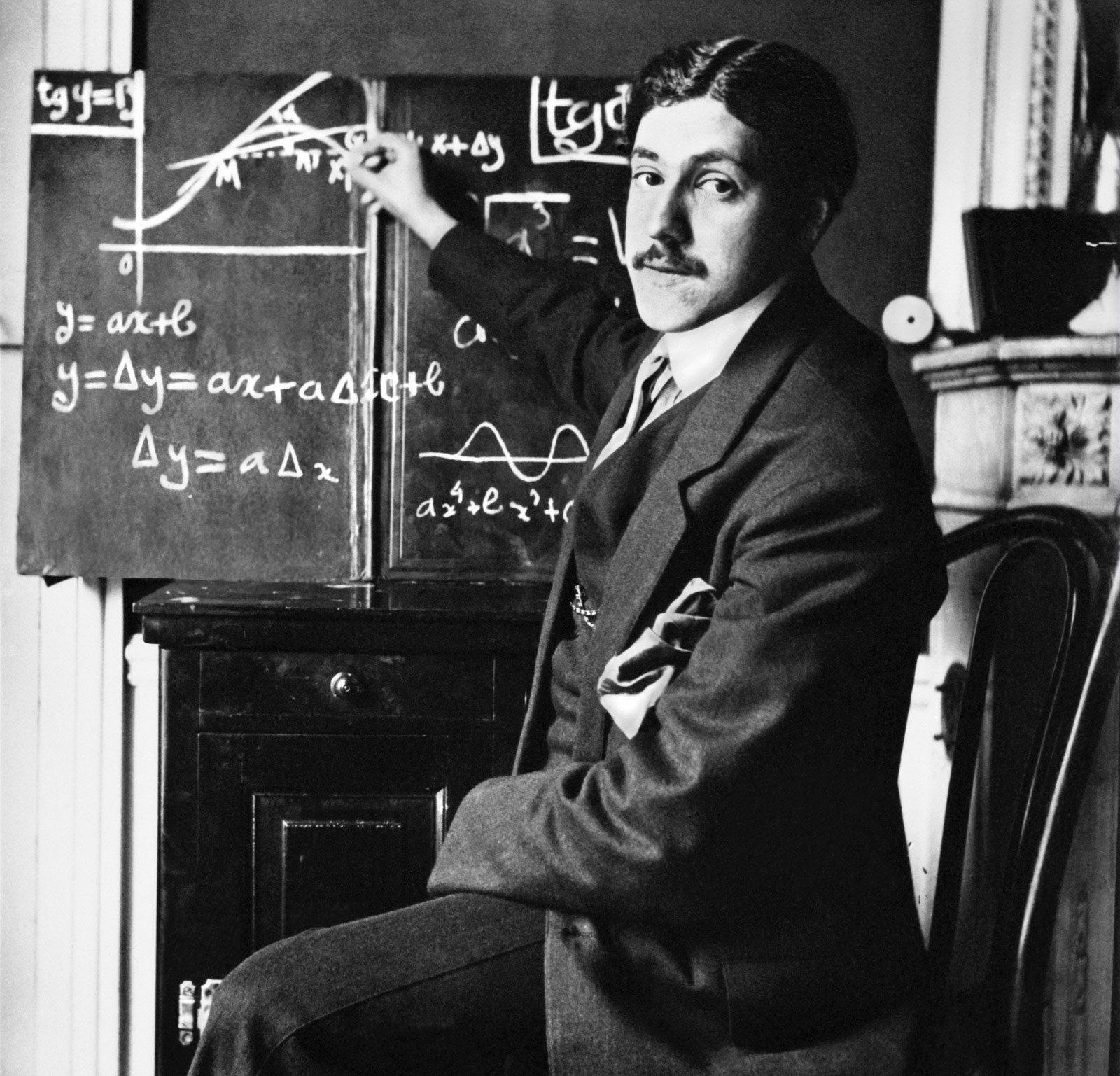
設計技師時代（1914年）

ダッソーはユダヤ人の両親のもとパリの医者の家庭で生まれ、名門リセ・コンドルセ校 (Lycée Condorcet) からエコール・ブルゲ (École Breguet, 現在の電子電気工学技術高等学院、ESIEE - École Supérieure d'Ingénieurs en Électronique et Électrotechnique) を経て、1913年に国立航空宇宙大学院大学 (SUPAERO - École Nationale Supérieure de l'Aéronautique et de l'Espace) を卒業すると、Chalais Meudon Aeronautical Laboratory社でプロペラ機を設計した。1930年、マルセル・ブロック社 (Société des Avions Marcel Bloch) という航空機会社を興し、第一次世界大戦中にフランス軍でも用いられたプロペラ機を製造した。1936年に人民戦線により会社が国有化されると、今度はSAAMB社 (Société Anonyme des Avions Marcel Bloch) を設立した。なお、ダッソー・アビアシオン社という社名で現在も営業しているフランス最大の軍事用航空機会社の設立はこの時とされている。
彼はユダヤ人であったため、ドイツ軍への航空機提供を拒み、第二次世界大戦中は各地の収容所を転々とした後、終戦まではブーヘンヴァルト強制収容所に収容された。
戦後彼は、BlochからBloch-Dassautへ、続いて1949年にはDassaultへ改名した。ダッソーとはレジスタンス運動の将軍だった兄ダリウスが用いていた偽名であり、「突撃の」 (d'assault) という意味である（さらにこの d'assault は元々は「突撃戦車」 (char d'assault) から来ているらしい）。ダッソーは1950年にカトリックに改宗した。1956年にレジオンドヌール勲章の最上位である大十字勲章を受勲。
その後、アルプ＝マリティーム県選出の元老院議員や、オワーズ県の国民議会議員も歴任、マスメディア（Semaine de France紙、Jours de France紙）への進出や映画のプロデューサーやシナリオ・ライターにも手を染め、1985年にはフランス最大の資産家となった。1992年には、パリ8区のシャンゼリゼ・ロータリーと呼ばれていたロータリーが、シャンゼリゼ・マルセル・ダッソー・ロータリー (le rond-point des Champs-Élysées-Marcel-Dassault) と改名されている。
ダッソーはヌイイ＝シュル＝セーヌで死去し、実業人として初めてアンヴァリッドで弔われた後、パリのパッシー墓地に葬られた。
彼の死後、グループ・ダッソーの経営は息子のセルジュが継いだ（2018年没）。